# Мандай (Якутия)
Мандай (якут. Маандай) — бывший населённый пункт в Мегино-Кангаласском улусе, Республика Саха (Якутия), Россия. Расположен на территории Жанхадинского наслега. На сегодняшний день постоянного населения не имеет.

## География
Находится на западе района, на плоской низменной равнине правого берега Лены, в 2-3 км от основного русла реки. На левом берегу, на той же широте, в 10 км к западу раскинулся Якутск. В 4 км южнее, на берегу Лены, расположен пгт Нижний Бестях, в 10 км северо-восточнее, в районе впадения Суолы в протоку Кюэх-Кулусун (одно из ответвлений от основного русла Лены) — село Тектюр, центр Жанхадинского наслега, на территории которого находится Мандай.
Севернее, западнее и юго-западнее покрытая редкой растительностью прибрежная равнина испещрена небольшими пойменными озёрами и протоками Лены. Наиболее крупное озеро, Дюбенге — находится северо-западнее населённого пункта. Несколько небольших озёр находятся фактически в границах застройки.
На юге, востоке и северо-востоке начинается сплошной таёжный массив, через которой проходит федеральная трасса Р504 «Колыма», начинающаяся в Нижнем Бестяхе. За дорогой, в лесу, имеется достаточно значительная группа из крупных озёр (Абага-Кюёль, Манчыя, Хотун-Манчыя, Белейкен и др.), среди озёр стоит санаторий «Сосновка».
На северной окраине Нижнего Бестяха располагается крупная нефтебаза нефтяной компании «Туймаада-нефть».

## История
На прибрежной равнине между Бестяхом и Тёктюром ранее располагалось несколько небольших населённых пунктов — Мандай, севернее него Тарагана и Ярманская (по крайней мере, по состоянию на 1956 год). В 1985 году, однако, в указанном районе размещаются лишь несколько молочно-товарных ферм — Мандай, далее к северу Буор-Ылар и Тарагана.
На сегодняшний день Мандай не числится среди населённых пунктов с постоянным населением Мегино-Кангаласского улуса и является дачной местностью, застроенной дачными домами. В местности Мандай также проводятся крупные праздничные мероприятия, в том числе праздник лета Ысыах, спортивные соревнования.

## Достопримечательности
- Дача заслуженного артиста Якутской АССР драматурга, художника, постановщика танцев и этнографа И. Д. Избекова[якут.], где сооружён масштабный комплекс сэргэ с древом счастья Аал-Луук-Мас в центре[9].